# Rudnea-Bazarska, Narodîci
Rudnea-Bazarska (în ucraineană Рудня-Базарська) este un sat în comuna Bazar din raionul Narodîci, regiunea Jîtomîr, Ucraina.

## Demografie
Componența lingvistică a localității Rudnea-Bazarska
     Ucraineană (95,95%)
     Rusă (2,7%)
     Belarusă (1,35%)
Conform recensământului din 2001, majoritatea populației localității Rudnea-Bazarska era vorbitoare de ucraineană (95,95%), existând în minoritate și vorbitori de rusă (2,7%) și belarusă (1,35%).